# Paralimnus dentipes
Paralimnus dentipes är en insektsart som beskrevs av Mitjaev 1967. Paralimnus dentipes ingår i släktet Paralimnus och familjen dvärgstritar. Inga underarter finns listade i Catalogue of Life.